# La Marche de Tokyo
Pour plus de détails, voir Fiche technique et Distribution.
La Marche de Tokyo (東京行進曲, Tōkyō kōshinkyoku) est un film muet japonais en noir et blanc de 1929 réalisé par Kenji Mizoguchi et adapté d'un roman de Kan Kikuchi. Il ne subsiste aujourd'hui qu'un montage d'une version courte de 24 minutes de ce film.

## Synopsis